# Crittenden (Kentucky)
Crittenden è un comune degli Stati Uniti d'America, situato nello Stato del Kentucky, nella contea di Grant.